# Злые и красивые
«Злые и красивые» («Плохой и прекрасная»; англ. The Bad and the Beautiful) — фильм Винсента Миннелли о деятелях киноиндустрии. Сценарий написан на основе рассказа Чарльза Брэдшоу «Дань плохому парню» (англ. A Tribute to a Badman). Премьера состоялась 25 декабря 1952 года.
Главные роли исполняют Кирк Дуглас и Лана Тёрнер. Пять «Оскаров», в том числе за лучшую женскую роль второго плана (супруга писателя Бартлоу в исполнении Глории Грэм). В 2002 году картина вошла в Национальный реестр фильмов Соединённых Штатов Америки.

## Сюжет
История взлёта и падения жёсткого, амбициозного голливудского продюсера Джонатана Шилдса с точки зрения различных очевидцев, среди которых именитый писатель Джеймс Ли Бартлоу, кинозвезда Джорджия Лоррисон и режиссёр Фред Эмиэл.

## В ролях
- Кирк Дуглас — Джонатан Шилдс
- Лана Тёрнер — Джорджия Лоррисон
- Уолтер Пиджон — Гарри Пеббел
- Дик Пауэлл — Джеймс Ли Бартлоу
- Барри Салливан — Фред Эмиэл
- Глория Грэм — Розмари Бартлоу
- Гилберт Роланд — Виктор «Гаучо» Рибера
- Лео Г. Кэрролл — Генри Уитфилд
- Ванесса Браун — Кэй Эмиэл
- Пол Стюарт — Сид Мёрфи
- Иван Тризо — Фон Эллштейн
- Сэмми Уайт — Гас
- Элейн Стюарт — Лайла

В титрах не указаны
- Джей Адлер — мистер Z, гость на вечеринке
- Луи Кэлхерн — отец Джорджии Лоррисон (озвучивание)
- Даббс Грир — техник-осветитель в студии
- Дороти Патрик — Арлин
- Стэнли Эндрюс — шериф
- Фрэнсис Бушмен — чтец панегириков[1]
- Мэдж Блейк — миссис Россер

## Награды и номинации

### Награды
«Оскар»:
- 1953 — Лучшая женская роль второго плана (Глория Грэм)
- 1953 — Лучший адаптированный сценарий (Чарльз Шни)
- 1953 — Лучшая работа художника-постановщика/декоратора (Седрик Гиббонс, Эдвард Карфагно, Эдвин Уиллис, Киог Глизон)
- 1953 — Лучшая операторская работа (Роберт Сёртис)
- 1953 — Лучший дизайн костюмов (Хелен Роуз)

### Номинации
«Оскар»:
- 1953 — Лучшая мужская роль (Кирк Дуглас)

«Золотой глобус»:
- 1953 — Лучшая мужская роль второго плана — Кинофильм (Гилберт Роланд)
- 1953 — Лучшая женская роль второго плана — Кинофильм (Глория Грэм)

BAFTA:
- 1954 — Лучший фильм